# Arturo Cebrián Sevilla
Arturo Cebrián Sevilla fue militar español. Promovido a General de brigada, fue gobernador militar de la provincia de La Coruña desde enero de 1937. En 1941 fue ascendido a General de división por méritos de guerra.

## Trayectoria
En enero de 1937 fue promovido a General de brigada y a continuación nombrado gobernador militar de la provincia de La Coruña, al comienzo se la Guerra civil española. Cebrián tuvo como ayudante de campo al Comandante de Infantería Manuel Becerra y González-Aguilar.
El general Cebrián se mantuvo en el cargo hasta el 1 de septiembre de 1939, cuando fue nombrado Inspector de Movilización y Servicios de la VI Región Militar, con sede en Burgos.